# Scopula szechuanensis
Scopula szechuanensis là một loài bướm đêm trong họ Geometridae.